# ینی خال
ینی خال (هلندی: Jenny Gal؛ زادهٔ ۲ نوامبر ۱۹۶۹) جودوکار اهل هلند بود.